# Pouteria laevigata
Pouteria laevigata là một loài thực vật có hoa trong họ Hồng xiêm. Loài này được (Mart.) Radlk. miêu tả khoa học đầu tiên năm 1884.